# 仙后座
仙后座，北天星座，北半球一整年都可以看到它，不过最佳观测季节是秋季（10月-11月）。它代表著埃塞俄比亞皇后卡西歐佩亞（Cassiopeia）。仙后座是國際天文學聯合會88個現代星座之一，也是古希臘天文學家托勒密列出的48個星座其中之一。
仙后座是一個易認的星座，其五顆最亮星組成一個非常獨特的W形或M形（随观看季节有关）。由於它與北極星距離並不遠，在高緯度地區這星座整晚都不會落下，而且跟北斗七星相對，是拱極星座也是指極星座之一。

## 星座神話
希臘神話中，安德洛墨達是埃塞俄比亞國王克甫斯和王后卡西奧佩婭的女兒，卡西奥佩娅因炫耀自己女儿安德洛墨達的美麗而得罪了海神波塞頓之妻安菲特里，安菲特里要波塞頓替她報仇，波塞頓遂派鲸鱼座蹂躪衣索比亞，克甫斯大駭，請求神諭，神諭揭示解救的唯一方法是獻上安德洛墨達。
她的父母用鐵索把她鎖在鲸鱼座所代表的巨石上，後來珀耳修斯看見慘劇，於是拿出蛇髮魔女美杜莎之人頭，將石化解，殺死海怪，救出了她。而卡西奧佩婭被罰永遠繞著北極圈轉。

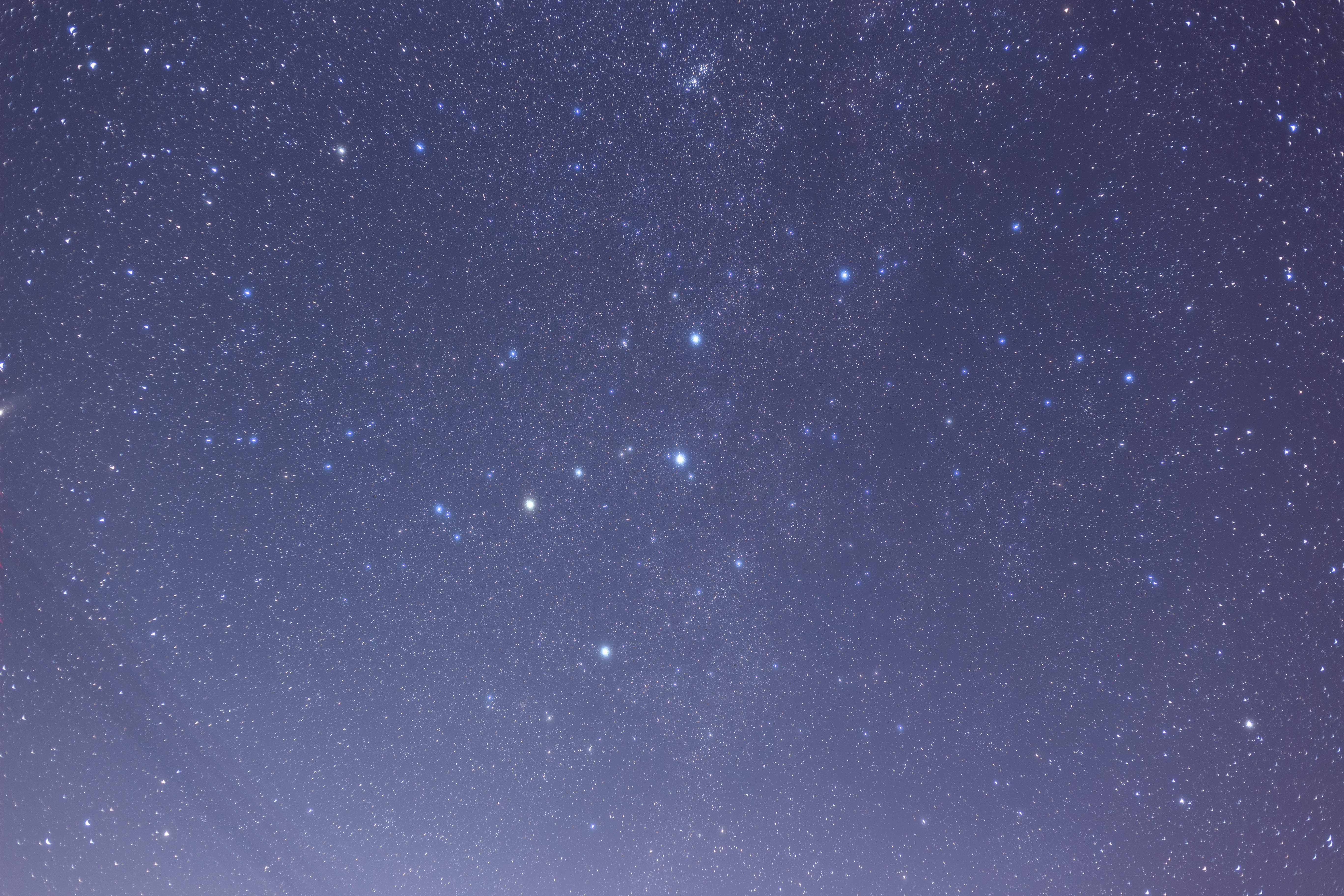
2021年1月15日深夜在福建省永泰县境内拍摄的仙后座

## 深空天體
梅西耶天體：
- M52 - 疏散星團，雙筒望遠鏡可見，面積為滿月的三分之一
- M103 - 距離地球最遠的疏散星團之一

NGC天體：
- NGC 457 - 疏散星團

IC天體：
- IC 1805
- IC 1848

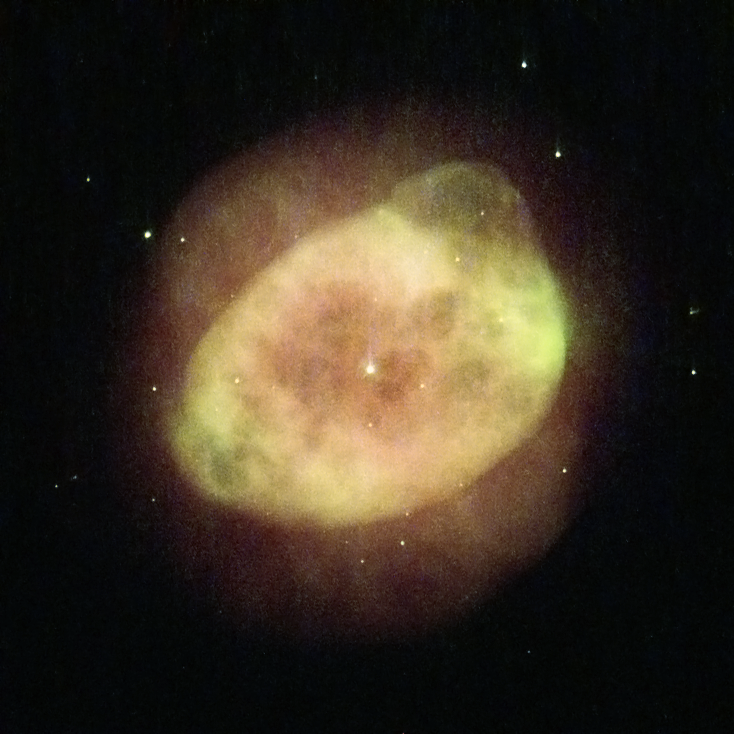
IC 289是一個被恆星核心的殘餘物推向太空的行星狀星雲。

銀河系的一個富含疏散星團、年輕的發光星系盤恆星和星雲穿過仙后座，並從英仙座延伸到天鹅座。
心臟星雲和靈魂星雲（韋斯特豪特5）是兩個相鄰的發射星雲，與地球的距離大約7,500光年。
兩個梅西耶天體，M52（NGC 7654）和M103（NGC 581），都是疏散星團。M52包含大約100顆恒星，距離地球4,600光年，曾經被描述為"腎形"星團。 它最突出的成員是靠近星團邊緣的一顆視星等8.0等的橙色恒星。相較於M52，M103顯得很貧瘠，只有大約25顆星。它的距離也更遙遠，大約在8,000到9,500光年。它最突出的成員實際上是一個更靠近，疊加的前景雙星：一顆7等的主星和10等的伴星組成。
仙后座其他突出的疏散星團是NGC 457和NGC 663，它們都有大約80顆恒星。NGC 457較為鬆散，它最亮的成員是閣道增三（仙后座φ）：一顆5.0等的白色超巨星。然而，尚不確定閣道增三是否為疏散星團的成員。NGC 457的恆星呈鏈狀排列，距離地球約10,000光年。NGC 663距離地球更近，約為8,200光年，視直徑更大，為0.25度。

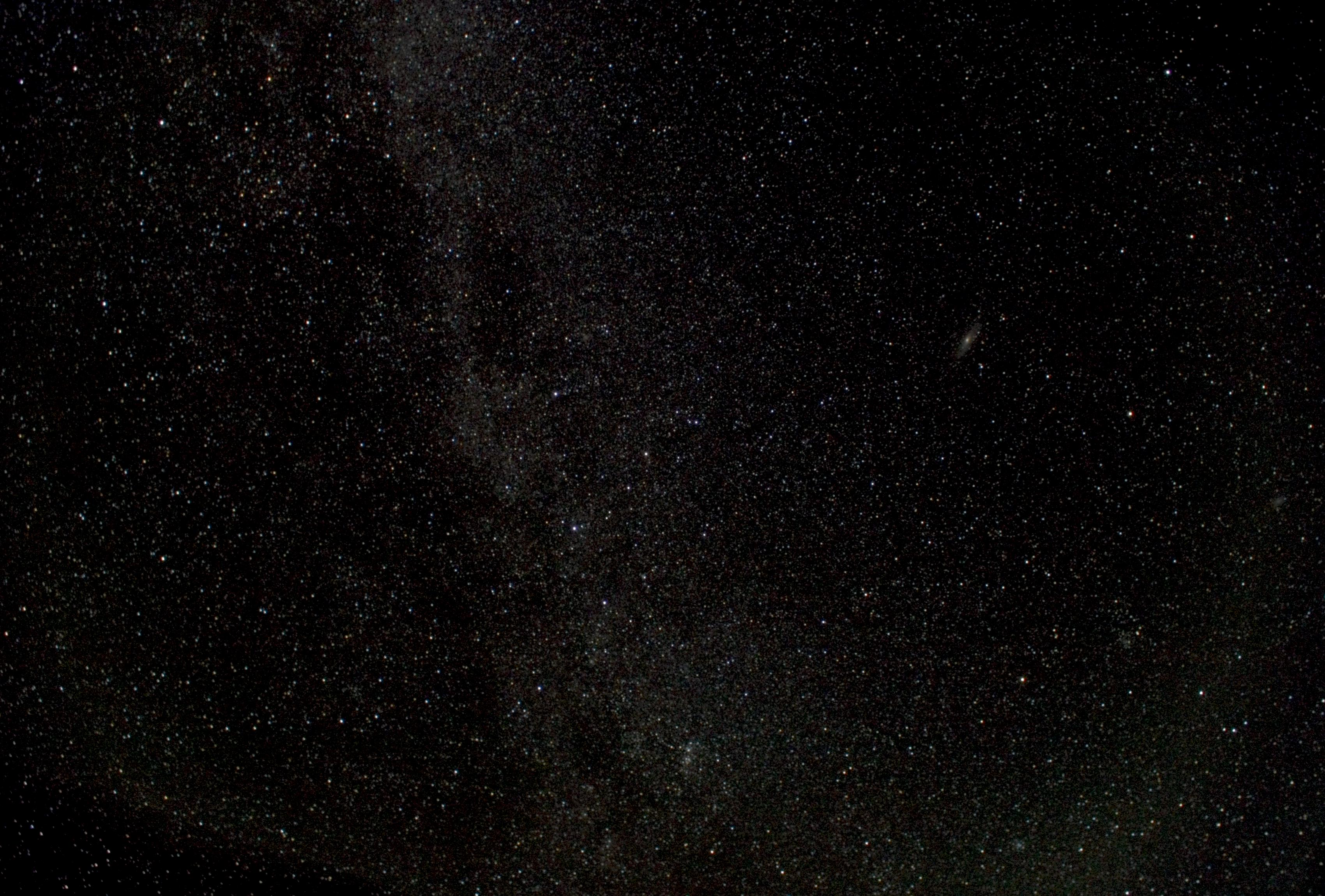
在足夠黑暗的夜空下，以仙后座為中心的影像。可以看見包括仙女座星系的一些深空天體。

仙后座有兩個超新星遺骸。第一個是第谷在1572年命名為3C 10或"第谷超新星遺骸"，或是第谷恆星的超新星遺骸。它於1572年被第谷觀測到，現在是一個明亮的電波源 。另一個是位於仙后座的五顆主要恒星組成的"W"星群中的仙后座A（Cas A）。它是大約300年前發生的超新星的殘骸（現在從地球上觀察到，它距離地球10,000光年遠），它是太陽系以外觀測到的最强放射源。它可能在1680年被約翰·佛蘭斯蒂德觀測到，紀錄為一顆6等的微弱恆星。它也是20世紀90年代末，錢德拉X射線天文台送回的第一張影像的主題。恆星排出的物質外殼以每秒4,000（2,500英里）的速度移動；它的平均溫度為30,000K。
NGC 457是仙后座的另一個疏散星團，也稱為E.T. 星團、貓頭鷹星團或科德韋爾13。該星團是威廉·赫雪爾於1787年發現的。它的總星等為6.4，位於銀河系的英仙臂內，距離地球約10,000光年。然而，它最突出的成員，雙星閣道增三，距離地球更為接近得多，只在1,000到4,000光年之間。NGC 457相當豐富，在夏普力分類和川普勒分類中屬於I 3 r。它包含100多顆恆星，主要集中在核心，因此很容易從星場中分辨出來，但成員的亮度差異很大。
在仙后座中有兩個本星系群的成員。NGC 185距離地球200萬光年，視星等9.2，是一個E0型的橢圓星系。NGC 147比NGC 185稍暗且較遠，距離地球230萬光年，視星等9.3，也是一個E0型橢圓星系。雖然它們沒有出現在仙女座，但這兩個矮星系都受到更大的仙女座星系的引力約束，是它的衛星星系。
IC 10是一個不規則星系，是已知最靠近的星爆星系，也是本星系群中唯一的一個。
仙后座還包含離我們本星系群最近的星系群的一部分：IC 342/馬菲群。星系馬菲1和馬菲2位於心臟與靈魂星雲的南部。由於這個位置在隱蔽區，儘管兩者都在1,000萬光年之內，但兩者都令人驚訝地黯淡（馬菲2低於大多數業餘望遠鏡的範圍。）。

仙后座與星團
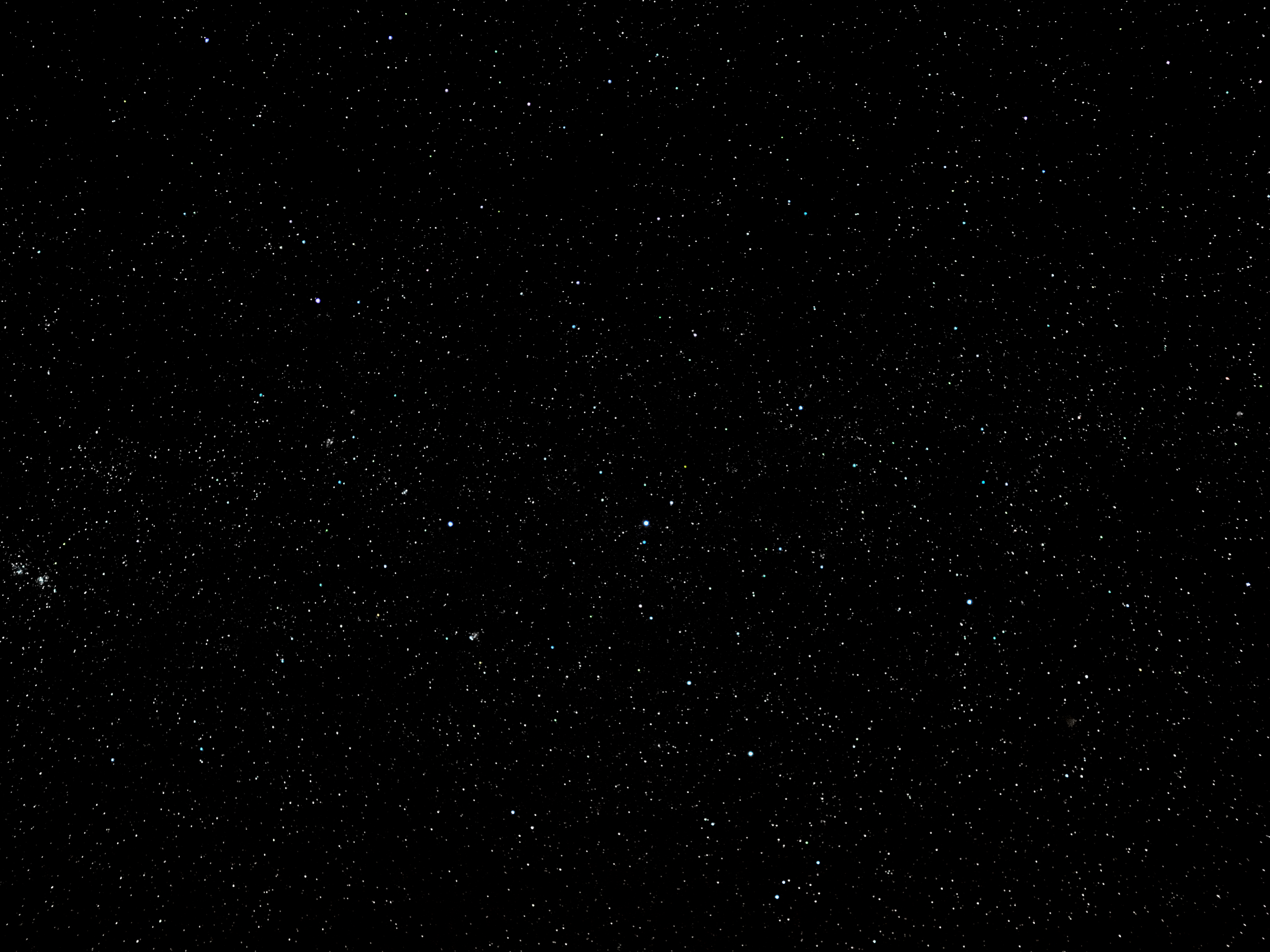
天文攝影的仙后座
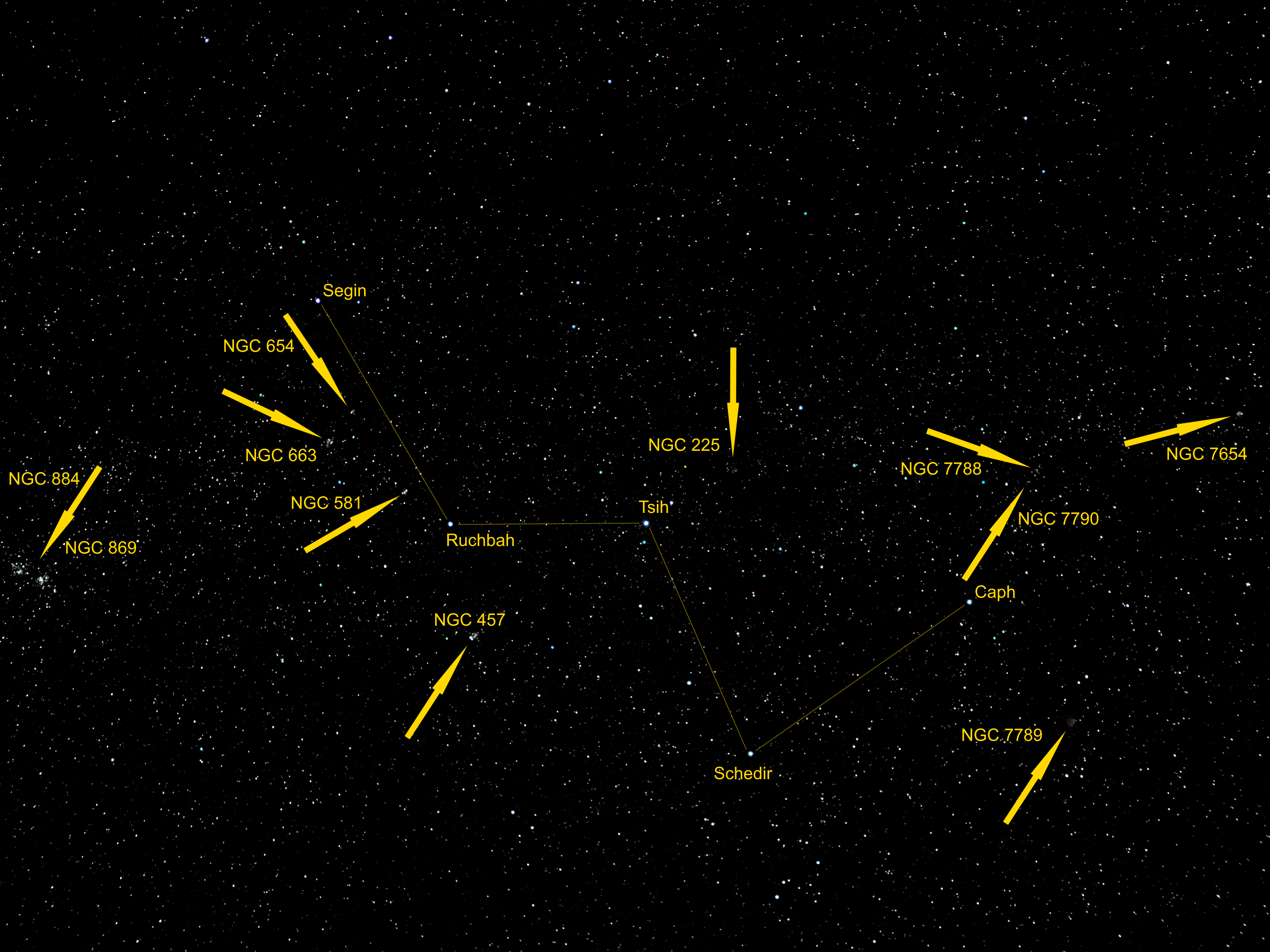
仙后座有雙星團（NGC 884和NGC 869）以及星團NGC 654、NGC 663、NGC 581（M103）、NGC 457、NGC 225、NGC 7788、NGC 7790、NGC 7789和NGC 7654（M52）。
- 4K的淡入動畫。

## 重要主星
| 西方星名 | 中國星名 | 英文名字     | 英文含意       | 視星等 | 備註            |
| -------- | -------- | ------------ | -------------- | ------ | --------------- |
| 仙后座α  | 王良四   | Schedar      | 乳房           | 2.24   | 構成W型五星之一 |
| 仙后座β  | 王良一   | Caph         | 染污的手／駝峰 | 2.28   | 構成W型五星之一 |
| 仙后座γ  | 策       | Marj         | 鞭             | 2.47   | 構成W型五星之一 |
| 仙后座δ  | 閣道三   | Ruchbah      | 膝蓋           | 2.68   | 構成W型五星之一 |
| 仙后座ε  | 閣道二   | Segin / Navi | Ivan之倒寫     | 3.38   | 構成W型五星之一 |
| 仙后座η  | 王良三   | -            | -              | 3.44   |                 |
| 仙后座ζ  | 附路     | -            | -              | 3.69   |                 |

- 華蓋Canopy of the Emperor（紫7）
- 少丞Second Prime Minister（紫1）
- 傳舍Guest House（紫9）
- 杠Canopy Support（紫9）
- 五帝內座Interior Seats of the Five Emperors（紫5）
- 螣蛇Flying Serpent（室22）
- 王良WangLiang（奎5）
- 策Whip（奎1）
- 閣道Flying Corridor（奎6）
- 附路Auxiliary Road（奎1）